# Kobarid
Kobarid () (italijansko Caporetto, nemško Karfreit, furlansko Cjaurêt) je mesto s skoraj 1.100 prebivalci in sedež istoimenske občine v Sloveniji. Leži na visoki terasi na desnem bregu Soče ob vznožju Gradiča (309 m) ali Griča sv. Antona.

## Geografske značilnosti
Kobariška kotlina je razširjen del soške doline, ki je nastala na mestu, kjer reka Soča zapusti visoki alpski svet in se dolina združi s Stárijskim podoljem. Prav zaradi take lege ima Kobarid v prometnem pomenu pomembno strateško lego. Na zahod se povezuje s Čedadom in Vidmom v Furlanijo, na sever preko prelaza Predel v Trbiž, na jug pa z Novo Gorico.
Mesto na severozahodu obkroža pogorje Stola, na jugu Matajurja, preko Soče pa Krnsko pogorje. Ima značilno gručasto podobo, hiše so nadstropne, kobariškega tipa s pridihom sredozemske arhitekture. Ulice so zelo ozke, zato je bila za današnji promet v letu 2007 zgrajena primernejša vzhodna obvoznica v smeri proti Bovcu. 
V smeri proti Robiču se razteza močvirnat svet imenovan Kobariško Blato, ki ga odmaka potok Idrija, pritok Soče. Do 1. svetovne vojne so bili na njem trije mlini. Blato so pričeli izsuševati že leta 1874 in regulirali Idrijo. Leta 1960 so melioracijska dela obnovili in pridobili rodovitna polja in travnike. Na Blatu je danes tudi ribogojnica.

## Zgodovina
Kobarid je znan po burni preteklosti. Območje današnjega Kobarida je bilo poseljeno že v Halštatski dobi, saj so na terasah arheologi odkrili 1079 grobov s pridatki. Izkopanine se nahajajo v tržaškem in tolminskem muzeju.
Arheologi pa so našli tudi ostanke iz obdobja poselitve Rimljanov, saj je bil takrat Kobarid pomembna postojanka ob cesti, ki je povezovala Oglej z Norikom. Ostanki so vidni proti naselju Trnovo.
V 12. stoletju je kraj pripadal oglejskim patriarhom oziroma čedajskemu kapitlju. V 15. stoletju pripade goriškim grofom, po smrti Lenarta (zadnjega goriškega grofa) pa Habsburžanom. Lastniki so ga dajali v najem različnim plemiškim družinam. Na eni od hiš v mestu je grb Čukov (Zucco) iz Čedada iz leta 1661. Kobaridci so vztrajali pri poganski veri vse do leta 1331, ko so jim Čedajci v križarski vojni uničili verske simbole.
Iz časa preseljevanja ljudstev (po razpadu rimskega imperija) izvira tudi arheološko najdišče Tonovcov grad, kjer so našli ostanke prvih cerkva na Slovenskem. 
Konec 16. stoletja dobi Kobarid mitnico na cesti proti Predelu. Leta 1688 kraj uniči požar. Leta 1750 je bil obnovljen most čez Sočo, po katerem se je po padcu Beneške republike proti severu pomikala tudi Napoleonova vojska. Most je bil med umikom lokalnih mobiliziranih vojakov ob začetku bojev na soški fronti porušen, nov, današnji, pa je bil postavljen v neposredni bližini. Domačini današnji most imenujejo po starem mostu Napoleonov most.
Leta 1878 je bil v Kobaridu tabor, na katerega so prišli ljudje iz širše okolice, med njimi tudi beneški Slovenec Peter Podreka, ki je tamkajšnjemu pevskemu zboru napisal pesem. Uglasbil jo je Hrabroslav Volarič. Pesem ima naslov Slovenskim mladenkam. Leta 1895 so v Kobaridu ustanovili sodišče.
Kobarid je prepoznaven predvsem po soški fronti in njenem zaključku, imenovanem Čudež pri Kobaridu. V tej veliki gorski bitki med Italijo in Avstro-Ogrsko ter Nemčijo je sodelovalo veliko vojakov različnih narodov. Ta bitka pa je pomembna tudi zaradi uspešnega napada s kemičnim orožjem pri Bovcu. Oktobra 1917 so Nemci in Avstrijci v 12. ofenzivi prodrli italijanske položaje pri Bovcu (napad s klorom) in Tolminu ter potiskali Italijane proti Kobaridu in pozneje goboko v Italijo, vse do reke Piave.
V spomin na tragične vojne dogodke je bila na »Gradiču« okrog cerkve sv. Antona sezidana italijanska kostnica, kjer so shranjeni posmrtni ostanki padlih italijanskih vojakov. Dogodki, ki so se odvijali za časa soške fronte je dokumentirana tudi v Hemingwayevem romanu Zbogom orožje.
V času druge svetovne vojne je Kobarid postal sedež Kobariške republike, ki so jo razglasili 10. septembra 1943 le dva dni po kapitulaciji Italije. Republika je pokrivala območje od potoka Boka na severu, Beneško Slovenijo do Mosta (Ponte San Quirino) na zahodu, okolico Kobarida, ter višje ležeče predele desnega brega reke Soče do Goriških Brd na jugu. Obstajala je do 1. novembra 1943, ko je Kobarid zasedla nemška vojska.
Od leta 1868 do 1873 je v Kobaridu živel Simon Gregorčič, ki je leta 1871 ustanovil čitalnico. Na trgu sredi naselja stoji spomenik, ki ga je naredil Jakob Savinšek. V Kobaridu je deloval tudi Henrik Tuma, ki je imel leta 1897 velik političen shod, politično pa se je udejstvoval tudi v letih 1919 do 1921.

## Gospodarstvo
Kobarid je v drugi polovici 20. stoletja pričel razvijati industrijo. Najprej so leta 1947 obnovili opekarno, ki je stala na območju Kobariškega Blata. Zaradi nerentabilnosti so jo zaprli po 15 letih delovanja. V letih 1954 do 1965 so imeli mizarsko podjetje in žago. Leta 1951 je bila odprta tovarna igel TIK Kobarid, ki deluje še danes. V letu 1955 je bila ustanovljena mlekarna in sirarna, ki pod imenom PLANIKA deluje tudi še sedaj. Nekaj let je v Kobaridu obratovala tudi tovarna pletenin Angora.
Danes se ljudje ukvarjajo s terciarno dejavnostjo, mnogo jih dela v turizmu in gostinstvu. Na delo pa hodijo tudi v sosednjo Italijo.

## Turizem
Danes je Kobarid znan kot naselje, ki ponuja obilo športnih aktivnosti - pohodništvo, ribolov (Soška postrv), lov, padalstvo, kolesarstvo in adrenalinske vodne športe. 
Naravne znamenitosti kot so slap Kozjak, gore Krn, Matajur in Stol ter čiste vode Nadiže in mrzle Soče so za turizem najbolj atraktivne. V okolici je obilo planinskih in zgodovinskih pohodnih poti.
Za turizem so zanimivi tudi: 
- svetovno znani Kobariški muzej z eksponati iz prve svetovne vojne;
- italijanska kostnica na sv. Antona;
- arheološki najdišči Tonovcov grad in Gradič;
- muzej »Od planine do Planike«, posvečen razvoju mlekarstva in sirarstva;
- Napoleonov most preko Nadiže;
- Slap Kozjak
- cerkev sv. Antona Padovanskega na Gradiču, ki je bila posvečena leta 1696;
- župnijska cerkev Marijinega vnebovzetja, zgrajena v 17.stoletju, bogata z baročno opremo, oltar je delo P. Lazzarinija iz leta 1716.

## Kulinarika
Kobarid je kulinarično prepoznaven po Kobariških štrukljih, ki jih vsaka kobariška gospodinja pripravi na malo drugačen način in se nanje "podpiše" s svojm odtisom prsta v sredino štruklja. Prednikom so Kobariški štruklji pomenili krepčilni prigrizek med kmečkimi opravili, danes pa se ga lahko kot sladico okuša v kobariških gostilnah in restavracijah. Kobariški štrukelj je narejen iz preprostega parjenega testa in zelo bogatega nadeva, katerega bistvena sestavina so domači orehi, pika na i pa mu daje priliv iz masla in drobtin. 
Vsako leto na čast tej lokalni sladici v Kobaridu prirejajo festival Štrukljada, kjer lahko obiskovalci poskusijo kobariške štruklje, ki jih pripravijo kobariške gostilne in restavracije, združene v Kobariški gastronomski krog.

## Pomembni Kobaridci
- Viljem Dominko (1857-1932) - narodni delavec in publicist;
- Andrej Gabršček (1864-1938) - politik, publicist, založnik in prevajalec;
- Ignacij Gruntar (1844-1922) - podpornik Simona Gregorčiča:
- Andrej Manfreda (1908-1943) - aktivist TIGR, borec za pravice Slovencev;
- Franc Mirt (1867-1937) - slikar;
- Izidor Pagliaruzzi (1820-1884) dolgoletni župan;
- Josip Pagliaruzzi- Krilan (1859-1885) - pesnik;
- Natalis Pagliaruzzi (1744-1834) - gospodarstvenik;
- Marija Škrinjar (1857-1931) - narodna delavka in publicistka;
- Hrabroslav Volarič (1863-1895), skladatelj in glasbeni delavec.